# خسرو پیله‌ور
خسرو پیله‌ور (۱۳۰۴ در قصر شیرین – ۷ آبان ۱۳۵۵ در تهران) شاعر، روزنامه‌نگار و فعال سیاسی دوران حکومت پهلوی و عضو حزب توده ایران بود.

## زندگی
خسرو پیله‌ور در قصر شیرین در سال ۱۳۰۴ در استان کرمانشاه به دنیا آمد. وی تا کلاس ششم ابتدایی را در مدرسه صمصامیه قصر شیرین گذراند و سپس برای گرفتن دیپلم به کرمانشاه رفت. پیله‌ور پس از اخذ دیپلم ریاضی در کرمانشاه و قصر شیرین به معلمی پرداخت و در سال ۱۳۲۱ در آموزش و پرورش استخدام شد. وی در همین سال با حزب توده ایران آشنا و در ارتباط با آن قرار گرفت. پیله‌ور چندین بار در کرمانشاه و تهران به زندان افتاد. وی که مسئول کمیته حزب توده در کرمانشاه بود، پس از کودتای ۲۸ مرداد توسط فرمانداری نظامی تهران دستگیر و به ۳ سال زندان محکوم شد، اما با اعلام انزجار از حزب، مشمول تخفیف قرار گرفته و در نهایت ۱۶ ماه را در زندان گذراند. با این حال پیله‌ور در نهایت در سال ۱۳۳۵ از آموزش و پرورش اخراج گردید. وی از آن هنگام به صورت روزمزد در دبیرستان ارت آشوریان در تهران تدریس می‌کرد. پیله‌ور به فعالیت سیاسی خود ادامه داد و این امر سبب بازداشت‌های بعدی وی در سال‌های ۱۳۳۸ و ۱۳۳۹ شد.

## زندگی حرفه ای
پیله‌ور به فعالیت ادبی و روزنامه‌نگاری در نشریه امید ایران نیز پرداخت. وی با تخلص «خدنگ» و نیز «پولاد» شعر می‌سرود و آثار خود را با نام «خ-پ» امضا می‌کرد. وی در استعفای دسته جمعی نویسندگان این نشریه سهیم بود و همراه با نویسندگان دیگر چون محمود پاینده، پرویز آزادی و نصرت‌الله نوحیان این نشریه را برای همیشه ترک کرد.

## مرگ
خسرو پیله‌ور در ۷ آبان ۱۳۵۵ در بیمارستان جرجانی تهران درگذشت. علت مرگ وی سکته مغزی عنوان شد. قبر وی در قطعه ۳۳ بهشت زهرا قرار دارد.

## نمونه شعر
شعر زیر بخشی از شعر «وصیت به دخترم شیرین»، آخرین اثر خسرو پیله‌ور است:
رسیدی ای مسافر عاقبت از راه

و بگشودی تو چشمت را به دنیایی که رنگ دیگری دارد

ستون و پیکری دارد

به باغش همچو تو گل‌های سرخ پرپری دارد

هزاران آفتاب روشن و افسونگری دارد

حکایت‌های بس شیرین تری دارد
هنوز آغاز گرم داستان توست

هنوز آوای بی‌نامی، نشان توست

هنوز افسانه و لالای مادر
سایه بان توست
نه در لبخند تو پیچیده معنایی

نه در اشکت نشان درد جانسوزی

نه در چشم تو غیر از رنگ بیرنگی، زند رنگی

نه در زنجیر نام و …

نه اسیر حلقه ننگی
تو در دنیای ما روزی نهادی پا

که مرد از بیم جانش رنگ می‌بازد

زمانه در دل سردش ز خون و استخوان و غیرت مردم

روز و شب نامرد می‌سازد

هوای شهر زهرآگین و آلوده‌است

زمین می‌سوزد از خشکی و آبی نیست

به چشم پاسداران امید و عشق خوابی نیست

سؤالی را جوابی نیست
محبت مرده و عشق از زمانه رخت بربسته

پر پرواز مرگ آرزو در دام بشکسته

همه بیمار و تن خسته
نگاه عابران چون غنچه ای در جام خشکیده

شراب خانگی هم محتسب دیده

همه از سایه خود سخت می‌ترسند

ز چشم آسمان تیره اشک درد می‌ریزد

ز شاخ آشنایی، آه… برگ زرد می‌ریزد

ز انگشت نسیم صبح آب سرد می‌ریزد
...